# Władysław Osto-Suski

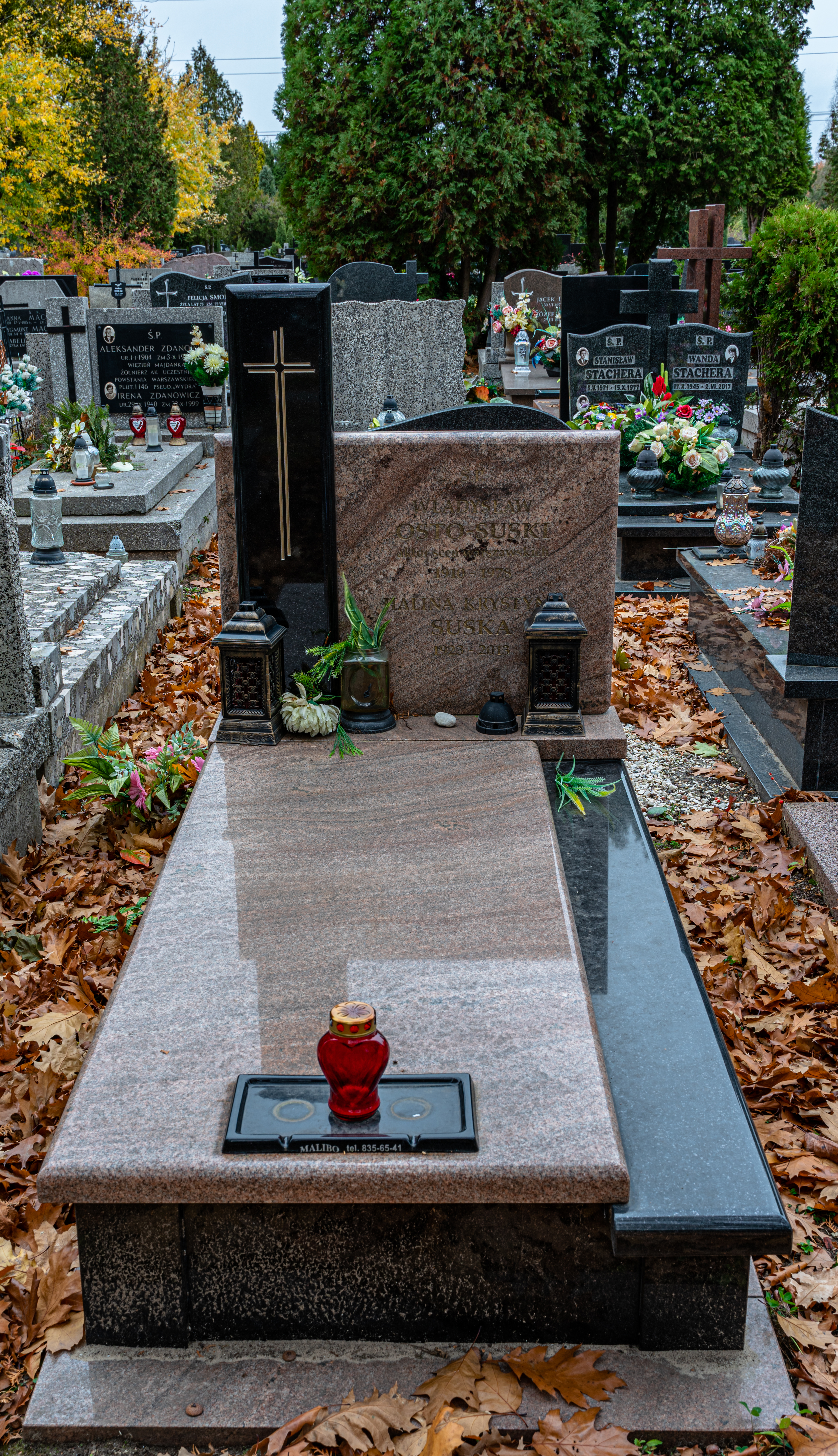
Grób Władysława Osto-Suskiego na cmentarzu Komunalnym Północnym w Warszawie

Władysław Jakub Osto-Suski (wł. Władysław Jakub Suski) (ur. 1 czerwca 1910 w Markach, zm. 15 kwietnia 1978 w Warszawie) – polski aktor teatralny i filmowy.

## Życiorys
Po ukończeniu gimnazjum T. Łebkowskiego wstąpił na Uniwersytet Warszawski, gdzie studiował na Pedagogium. W 1932 wstąpił do Państwowego Instytutu Sztuki Teatralnej, który ukończył w 1936 uzyskując dyplom aktorski. Od 1936 przez dwa sezony grał w Teatrze Malickiej, a następnie przez jeden sezon w Teatrze Miejskim w Grodnie. W 1940 podjął pracę nauczyciela, ale już po roku otrzymał angaż w jawnym Teatrze Komedia w Warszawie. Używał wówczas pseudonimu Władysław Otto-Suski. Wkrótce dostał się do niewoli, po przesłuchaniach na Pawiaku był więźniem obozów koncentracyjnych. Od 1945 przez trzy sezony grał w Miejskim Teatrze Dramatycznym w Warszawie. Na początku 1949 gościnnie zagrał w Teatrze Kameralnym w Łodzi, a następnie w Teatrze Dramatycznym im. Aleksandra Węgierki w Białymstoku. Od sezonu 1949/1950 otrzymał angaż w Teatrze Syrena w Warszawie, gdzie grał do końca sezonu 1955/1956. Od następnego sezonu do przejścia na emeryturę w 1975 był aktorem Teatru Ziemi Mazowieckiej. W późniejszym czasie nadal występował na tamtejszej scenie. Zmarł nagle 15 kwietnia 1978, spoczywa na Cmentarzu Komunalnym Północnym w Warszawie (kw. W-VI-4-10-13).